# 대한민국 민법 제188조
대한민국 민법 제188조는 동산물권 양도의 효력, 간이인도에 대한 민법 물권법 조문이다. 제1항에서는 현실인도를 제2항에서는 간의인도를 규정하고 있다.

## 조문
제188조(동산물권양도의 효력, 간이인도) ① 동산에 관한 물권의 양도는 그 동산을 인도하여야 효력이 생긴다.
②양수인이 이미 그 동산을 점유한 때에는 당사자의 의사표시만으로 그 효력이 생긴다.

第186條(不動産物權變動의 效力) 不動産에 關한 法律行爲로 因한 物權의 得失變更은 登記하여야 그 效力이 생긴다.

Article 186 (Effect of Change in Real Property Rights) The change in real rights by legal act about real property requires recording to take effect.

## 비교 조문
일본민법 제178조 (동산에 관한 물권의 양도의 대항요건) 동산에 관한 물권의 양도는 그 동산을 인도하지 않으면 제3자에 대항할 수 없다.

중국물권법 제23조 동산물권의 설립과 양도는 교부할 때 효력이 발생한다. 그러나 법률에 다른 규정이 있을 때에는 그렇지 아니하다.

## 해설
이 조문은 한국 민법의 성립요건주의를 보여주고 있다. 즉 물권변동은 그것을 목적으로 하는 의사표시만으로는 일어나지 않고, 그 밖에 등기, 인도라는 공시방법을 갖추어야만, 비로소 당사자 사이의 관계서도 물권변동이 일어나게 된다.
동산소유권 이전의 요건으로서 요구되는 인도는 현실의 인도를 원칙으로 한다.

## 판례

### 물건에 대한 현실의 인도가 이루어졌는지 여부에 대한 판단 기준
- 물건의 인도가 이루어졌는지 여부는 사회관념상 목적물에 대한 양도인의 사실상 지배인 점유가 동일성을 유지하면서 양수인의 지배로 이전되었다고 평가할 수 있는지 여부에 달려있는 것인바, 현실의 인도가 있었다고 하려면 양도인의 물건에 대한 사실상의 지배가 동일성을 유지한 채 양수인에게 완전히 이전되어 양수인은 목적물에 대한 지배를 계속적으로 확고하게 취득하여야 하고, 양도인은 물건에 대한 점유를 완전히 종결하여야 한다.[2]

### 소유권 유보부 동산 매매계약의 법적 성질과 그 목적물의 소유권 귀속관계
- 동산의 매매계약을 체결하면서, 매도인이 대금을 모두 지급받기 전에 목적물을 매수인에게 인도하지만 대금이 모두 지급될 때까지는 목적물의 소유권은 매도인에게 유보되며 대금이 모두 지급된 때에 그 소유권이 매수인에게 이전된다는 내용의 소위 소유권유보의 특약을 한 경우, 목적물의 소유권을 이전한다는 당사자 사이의 물권적 합의는 매매계약을 체결하고 목적물을 인도한 때 이미 성립하지만 대금이 모두 지급되는 것을 정지조건으로 하므로, 목적물이 매수인에게 인도되었다고 하더라도 특별한 사정이 없는 한 매도인은 대금이 모두 지급될 때까지 매수인뿐만 아니라 제3자에 대하여도 유보된 목적물의 소유권을 주장할 수 있고, 다만 대금이 모두 지급되었을 때에는 그 정지조건이 완성되어 별도의 의사표시 없이 목적물의 소유권이 매수인에게 이전된다.[3]

## 참고 문헌
- 오현수, 일본민법, 진원사, 2014. ISBN 978-89-6346-345-2
- 오세경, 대법전, 법전출판사, 2014 ISBN 978-89-262-1027-7
- 이준현, LOGOS 민법 조문판례집, 미래가치, 2015. ISBN 979-1-155-02086-9

## 같이 보기
- 대한민국 민법 제186조 부동산물권변동
- 대한민국 민법 제190조 목적물반환청구권의 양도
- 대한민국 민법 제189조 점유개정